# Salix apennina
Salix apennina — вид квіткових рослин із родини вербових (Salicaceae).

## Морфологічна характеристика
Це кущ заввишки 2–6, інколи до 10 метрів. Схожий на S. myrsinifolia, але листя з сизуватим восковим шаром по всій нижній стороні і сильно виступаючими жилками, головна жилка влітку з червоно-коричневими волосками. Верхня сторона листа темно-зелена, блискуча. 2n=114.

## Середовище проживання
Франція — Корсика; Італія — материк; Швейцарія. Зустрічається на болотах, озерах і вздовж струмків на різноманітних субстратах на висотах 300–1600 метрів.

## Загрози
Загрози для цього виду невідомі.